# Microperoryctes papuensis
Microperoryctes papuensis is een buideldas uit het geslacht Microperoryctes. De wetenschappelijke naam van de soort werd voor het eerst geldig gepubliceerd door Eleanor Laurie in 1952.

## Kenmerken
M. papuensis is een kleine buideldas met een zachte vacht en duidelijke rug-, romp- en gezichtsstrepen. De sympatrisch voorkomende M. ornata is een stuk groter. De kop-romplengte bedraagt 175 tot 205 mm, de staartlengte 142 tot 158 mm, de achtervoetlengte 43 tot 47,1 mm, de oorlengte 25 tot 28 mm en het gewicht 145 tot 184 g.

## Voorkomen
De soort komt voor in de bergen van het zuidoosten van Papoea-Nieuw-Guinea, van Fane tot Mount Simpson, op 1200 tot 2650 m hoogte. Dit dier paart waarschijnlijk het hele jaar door; per worp wordt er een enkel jong geboren.